# Grupo Santillana
O Grupo Santillana é um grupo editorial espanhol com forte presença na Espanha e na América Latina. O grupo nasceu a partir da editorial Santillana, fundada por Jesús de Polanco, Juan A. Cortés e Francisco Pérez González em 1958. O nome do grupo é uma homenagem à localidade de Santillana del Mar, na comunidade autônoma de Cantábria. Desde 2000, o grupo faz parte do conglomerado midiático PRISA.
No Brasil, o grupo é proprietário da Editora Moderna. Em 2014, a Companhia das Letras/Penguin Random House adquiriu as editoras do Grupo Santillana, incluindo Objetiva e Alfaguara, por 72 milhões de euros.